# The Megas
The Megas est un cover band américain, originaire de Los Angeles, en Californie. Ils sont principalement connus pour leurs morceaux basés sur la franchise Mega Man de Capcom, mais depuis 2016, ils reprennent également des titres de la série Castlevania de Konami. Ils se distinguent des autres artistes de la scène en ajoutant des paroles et en mélangeant des morceaux originaux avec les mélodies des jeux. Le groupe gagne sa popularité initiale grâce à Newgrounds et Myspace à la fin des années 2000, ainsi qu'à ses performances en direct au MAGfest, au Nerdapalooza et à la tournée Video Games Live. Capcom fait parfois la promotion du groupe, et utilise leurs morceaux pour commercialiser Mega Man Universe en 2010.

## Histoire
En 2009, sur la page officielle Facebook du groupe, il est indiqué qu'un album de Mega Man 3 sera bientôt disponible. En juin de la même année, Breeding annonce via Facebook que le groupe était en train d'enregistrer. En juillet, le groupe annonce via son Myspace officiel qu'il distribuerait des cartes de téléchargement gratuites à Comic-Con pour deux chansons de Get Equipped et deux chansons de l'album à venir Get Acoustic, remix acoustique de Get Equipped. Le 24 août 2009, The Megas sort l'EP Megatainment, un EP collaboratif basé sur Mega Man avec le groupe Entertainment System,. Dans une interview en octobre 2009, le groupe dit que leurs prochains projets incluent les albums Mega Man 3, Mega Man X, et Mega Man 9. Le groupe devait à l'origine faire partie de la bande originale de Mega Man 9, mais le projet n'a jamais dépassé le stade du concept. Le 4 février 2010, The Megas sort Get Acoustic en version numérique et déclare qu'ils allaient retourner en studio pour travailler sur la suite de Mega Man 3, à savoir Get Equipped.
En septembre 2010, deux bandes-annonces du jeu Mega Man Universe, annulé depuis , sont diffusées avec le style musical des Megas en arrière-plan. La première contient The Message from Dr. Light/Level Select et la seconde Lights Out. Une troisième version, plus longue, de la même bande-annonce est présentée au Tokyo Game Show 2010 avec You've Sparked a War.
Le deuxième volume de History Repeating, History Repeating : Red sort le 13 mai 2014. Un EP intitulé The Quick and the Blue sort en 2016, reprenant deux chansons de Get Equipped, réenregistrées et agrémentées de synthétiseurs supplémentaires dans le style des albums de History Repeating. 
Lors d'une interview sur le podcast Rhythm and Pixels en mars 2018, l'idée d'albums ou d'EP à thème est évoquée, comme un album d'ennemis sur le thème de l'eau. Josh Breeding indique que Skull Man était l'un des personnages les plus fréquemment demandés et qu'il serait difficile de faire entrer Skull Man dans un album à thème. En octobre, le groupe présente un EP surprise sur le thème d'Halloween, une collaboration entre The Megas et The Belmonts intitulée Skulls, comprenant des reprises de Skull Man Stage de Mega Man 4, Burn de The Cure, ainsi que Wicked Child et Vampire Killer de Castlevania, cette dernière chanson étant interprétée par Amanda Lepre d'Andrew W.K..

## Discographie partielle

### Albums studio
- 2008 :  Get Equipped
- 2012 : History Repeating: Blue
- 2014 : History Repeating: Red

### Autres
- 2008 : Demo Get (démo)
- 2009 : Megatainment (EP, avec Entertainment System)
- 2010 : Get Acoustic (compilation)
- 2010 : Sparked a War (single)
- 2012 : Fly on a Dog (single)
- 2013 : Scent Blasters (promo)